# Eger (distrikt)
Eger är ett distrikt i Ungern. Det ligger i provinsen Heves, i den norra delen av landet, 110 km öster om huvudstaden Budapest.